# 天皇機関説事件
天皇機関説事件（てんのうきかんせつじけん）とは、1935年（昭和10年）に起こった事件。天皇機関説という大日本帝国憲法の解釈学説が不敬であるとして攻撃された。天皇機関説は「統治権は法人である国家に属し、国の最高機関である天皇が国務大臣の輔弼を受けて行使する」として、軍事に関する天皇大権への内閣の権限を根拠付けた。内閣からの軍事への権限行使を排除したい皇道派の人々と 政権獲得を目論む野党立憲政友会が、当時の岡田内閣を倒閣させるための政争の具としたことで、天皇機関説攻撃で結びついた。

## 経緯
1935年（昭和10年）2月18日、貴族院本会議の演説において、菊池武夫議員（男爵議員・陸軍中将・在郷軍人議員）が、美濃部達吉議員（東京帝国大学名誉教授・帝国学士院会員議員）の天皇機関説を国体に背く学説であるとして「緩慢なる謀叛であり、明らかなる叛逆になる」とし、美濃部を「学匪」「謀叛人」と非難、井田磐楠らと貴衆両院有志懇談会をつくり機関説排撃を決議した。
松田源治文部大臣は、天皇は国家の主体なのか、天皇は国家の機関なのかという論議は、学者の議論にまかせておくことが相当（妥当）ではないか、と答弁していた。岡田啓介総理も文部大臣と同様に、学説の問題は学者に委ねるべきだと答弁した。菊池議員はこの前年にも足利尊氏を評価する記事を10年以上前の同人誌に書いた中島久万吉商工大臣を「日本の国体を弁えない」と非難して辞任に追い込んでいる。
菊池はそもそも、南北朝時代に南朝方に従った菊池氏の末裔だとして華族になった身で、天皇を神聖視する陸軍の幹部でもあり、また、右翼団体の国本社とも関係があった。この菊池の演説をきっかけに皇道派による機関説への攻撃が激化する。同年2月25日、美濃部が「一身上の弁明」として天皇機関説を平易明瞭に解説する釈明演説を行い、議場からは一部拍手が起こり、菊池までもがこれならば問題なしと語るに至った。しかし、3月に再び機関説問題を蒸し返し、議会の外では皇道派が上げた抗議の怒号が収まらなかった。ただし、そうした者の中にはそもそも天皇機関説とは何たるかということすら理解しない者も多く、「畏れ多くも天皇陛下を機関車・機関銃に喩えるとは何事か」と激昂する者までいるという始末だった。

### 皇道派・野党立憲政友会の攻撃と目的
この騒動の目的は、最終的に天皇機関説の違憲性を政府およびその他に認めさせ、皇道派が、天皇機関説を支持する政府(岡田内閣)・枢密院議長その他、陸軍統制派・元老・重臣・財界その他を排撃を目的とした政争であった。皇道派による攻撃に、岡田内閣時の野党立憲政友会は、これに立憲民政党の政権の倒閣させる目的で加担した。

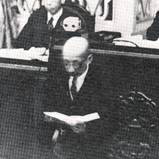
美濃部達吉の「一身上の弁明」演説

当初、美濃部の「一身上の弁明」に反発はなく、一部の議員からは異例の拍手で迎えられた。新聞各紙もおおむね美濃部の「一身上の弁明」に好意的な記事を掲載した。
この美濃部の「一身上の弁明」に一時的に気勢を削がれた機関説排撃派の議員15人が2月28日の夜に「有志懇談会」を開き、天皇機関説を絶対に排撃するため戦線を拡大していくことを確認した。
3月8日の貴族院予算員会で三室戸敬光が再び天皇機関説問題を蒸し返し、3月8日には菊池武夫と井上清純、井田磐楠が演壇に立ち天皇機関説を攻撃した。
美濃部議員の釈明演説が新聞に掲載されると、攻撃はかえって増幅した。これに乗じて、野党立憲政友会は、機関説の提唱者で当時枢密院議長の要職にあった一木喜徳郎や、金森徳次郎内閣法制局長官らを失脚させ、岡田内閣を倒すことを目論んだ。一方政府は、林銑十郎陸軍大臣からの要求をのみ、議会終了後に美濃部を取り調べることを警察に指示、出版法違反を理由に美濃部の著書『憲法撮要』『逐条憲法精義』『日本国憲法ノ基本主義』の3冊を発禁処分とした。
また文部省は「国体明徴訓令」を発し、これにもとづいて政府は、1935年8月3日と同年10月15日の2度にわたり、「国体明徴に関する政府声明」（国体明徴声明）を出して統治権の主体が天皇に存することを明示し、天皇機関説の教授を禁じた。

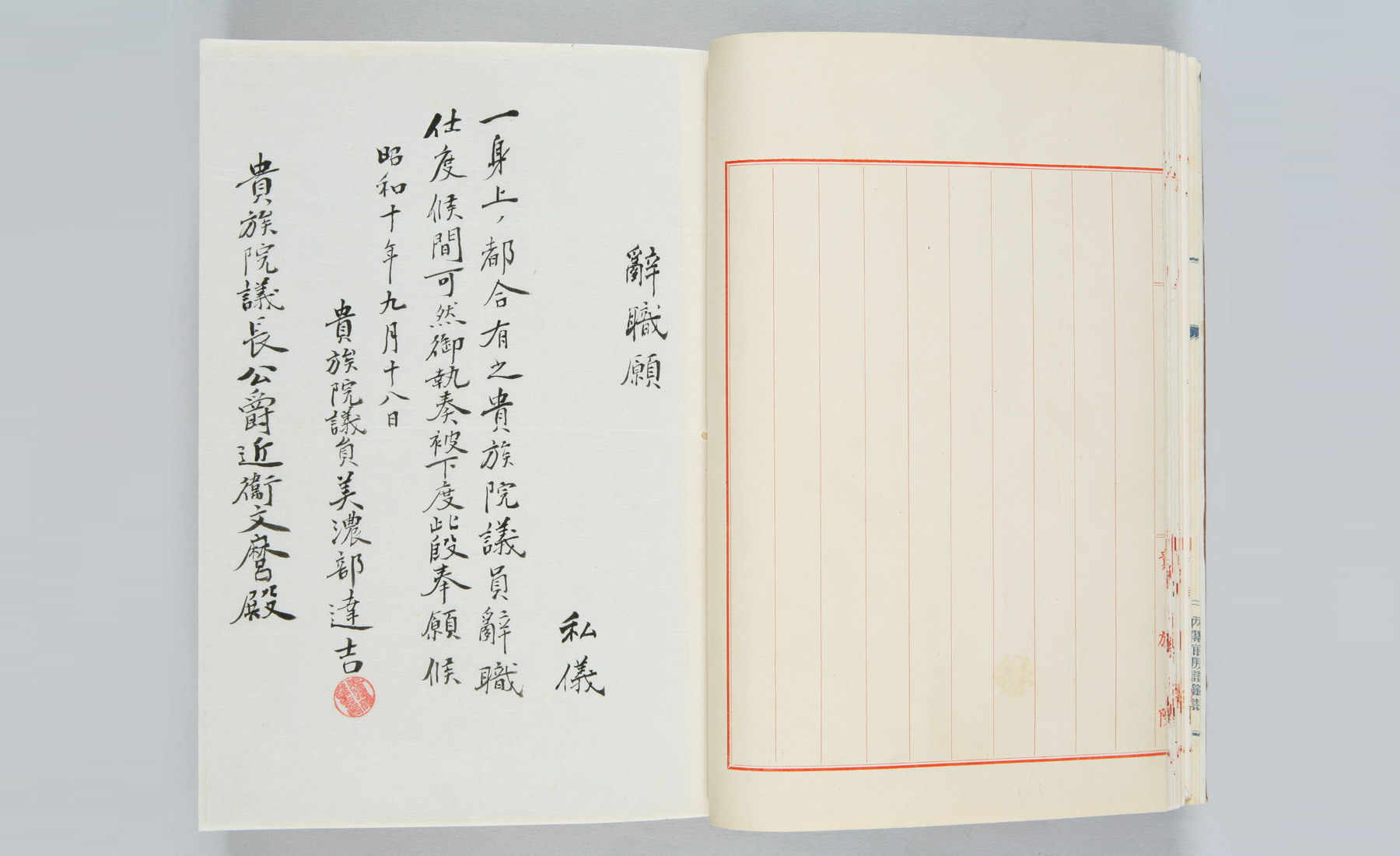
美濃部の貴族院議員辞職願

さらに美濃部自身も内務省警保局の唐沢俊樹局長によって不敬罪で告発され、検事局で取り調べを受けた。しかし、この取り調べに当たった検事さえもが美濃部の著書で天皇機関説を学び、美濃部が試験官を務めた高等試験司法科試験に合格して検事になっていた有様だった。結局、美濃部は起訴猶予処分となったが、同年9月18日に貴族院議員を辞職した。翌年、美濃部は右翼暴漢に銃撃され重傷を負っている。
1937年（昭和12年）、文部省は先の国体明徴声明を踏まえた『国体の本義』を制定して全国の教育機関に配布した。その内容は、天皇機関説は西洋思想の無批判導入であり、機関説問題は西洋思想の影響を受けた一部知識人の弊風に原因があると断じたものだった。

## 事件の背景
天皇機関説事件の背景には貴族院議員であった美濃部達吉が「帝人事件」で検察の行動を批判する言動を行ったことがあると指摘されているという。当時、二流官僚の位置づけにあった検察は帝人事件をエリート官庁である大蔵省攻撃のチャンスと受け取って社会改造の意気に燃えていたが、この文脈の中で美濃部はあえて貴族院本会議で取り調べに人権蹂躙があったと司法・検察当局を批判した。美濃部は官僚支配を正当化し、平等選挙は扇動家が有利になるだけとする愚民観を持つ、一般民衆とは隔絶した社会エリートであり、それに反感を覚えた民主主義的政治勢力が盛り上がったことにより天皇機関説事件は発生したとされる。
小中学および軍隊では建前としての顕教（天皇絶対君主説）を教え込まれ、大学及び高等文官試験にいたって密教（天皇機関説）の運用が明らかにされるという仕組みによって帝国大学卒業生の官僚が国民大衆を指導するというシステムが維持されていたが、顕教によって教育された大衆が目覚め、密教である天皇機関説のインテリくささに反発した国民大衆の顕教による密教討伐に動員されたものが超国家主義運動であった。
美濃部の論争相手だった上杉慎吉こそ「反資本家、反既成政党、反官僚、家族制度廃止の立場に立ち、貧農や労働者に期待する、普通選挙推進者であった」のであり、美濃部を排撃したのは一君万民主義の日本型デモクラシーの信奉者たちであったとされる。現代の歴史学の分野では1930年代の「日本ファシズム」を「帝国（インペリアル）デモクラシー」との連続性で捉える視点の議論も行われている。

## 事件の評価

### 昭和天皇
昭和天皇はもともと天皇機関説に好意的で、むしろ議会の内外で行われる天皇機関説排撃の動きには不快感を抱いていた。天皇機関説を排撃するために在郷軍人会が出したパンフレットに目を通した昭和天皇は侍従武官長の本庄繁に「こうした在郷軍人の行いはやりすぎではないのか」と言ったという(4月24日）。
また5月16日には天皇機関説排撃の勢いが、天皇の信頼する一木喜徳郎枢密院議長に及ぶ可能性を心配した発言をしたり、5月22日には海軍の出光武官に「軍部が自分の意に従わずじて、天皇主権説を唱えているのは、矛盾ではないか？」という指摘をしている。

### 評価
天皇機関説事件は当時の通説だった美濃部説が暴力によって駆逐され事実上の憲法改正が行われた「合法無血クーデーター」とも言われる。これを久野収と鶴見俊輔は「顕教による密教討伐」と呼んだ。
「国民全体には天皇を絶対君主として信奉させ、この国民のエネルギーを国政に動員したうえで、国政を運営する秘訣としては、立憲君主説、すなわち天皇国家最高機関説を採用する」という明治憲法体制下の「国体」は天皇の絶対主権という顕教を信じる大衆に破壊され、「下からはじまった超国家運動の衝撃」は２・２６事件で頂点に達することになる。

### 戦後の天皇機関説
第二次世界大戦後、ポツダム宣言に基づく改正憲法の気運が高まる中、明治憲法を支持する美濃部は枢密院にて現行の憲法を天皇機関説解釈に戻せば議会制民主主義は復活できると新しい憲法に断固反対した。政府、日本自由党、日本社会党の憲法草案は、すべて天皇機関説に基づいて構成されたものであった。しかし、天皇を最高機関とせず国民主権原理に基づく日本国憲法が成立するに至り、天皇機関説は解釈学説としての使命を終えた。